# 朱倬㴶
慶王朱倬㴶（？—1644年），明朝第十代慶王，慶王朱帥鋅的嫡第二子。他在萬曆四十五年（1617年）受封慶世子，但襲封慶王時間不詳。崇禎十六年（1643年）宁夏被攻破，朱倬㴶被俘，崇禎十七年（1644年）四月朱倬㴶被殺，明慶國滅亡。
| 前任： 父朱帥鋅 | 明慶國國王 ？－1644年 | 無 原因：清朝廷撤除封國 |